# سادبری، داربی‌شر
سادبری (به انگلیسی: Sudbury) یک روستا و محله مدنی در بریتانیا است که در Derbyshire Dales واقع شده‌است. سادبری ۹۷۶ نفر جمعیت دارد.